# Simeón el Loco
Simeón el Loco (también conocido como Aba Simeón, o Simeón de Edesa o Emesa) fue un monje, eremita y santo cristiano del siglo VI que murió aproximadamente durante el año 570. Está considerado el patrón de los santos locos y de los titiriteros.
La Iglesia católica conmemora su festividad el 1 de julio.
Simeón era de origen sirio. Nació en Edesa, donde vivió soltero, acompañado de su anciana madre. 
A los treinta años, acompañado por su amigo Juan de Edesa, Simeón hizo los votos monásticos en el monasterio del abad Gerásimo.
Simeón y Juan estuvieron durante veintinueve años dedicados al ascetismo y a la meditación en las proximidades del mar Muerto.
Posteriormente Simeón dijo que Dios le había pedido que abandonara su vida retirada en el desierto y que se trasladara a la ciudad de Homs, donde se dedicó a la caridad y a hacer obras piadosas.
Su comportamiento no era nada convencional, por ejemplo entraba en la ciudad arrastrando un perro muerto, o una vez apagó las lámparas del templo y le lanzó nueces a las mujeres; con estas extravagancias llevó a muchos al arrepentimiento, salvando sus almas del pecado, aunque muchos también le insultaban por ello e incluso llegaban a castigarle físicamente, lo cual él soportaba con paciencia. Sanaba enfermos y expulsaba demonios con sus oraciones, predicaba el Evangelio, alimentaba al hambriento y ayudaba a muchas personas, aunque muchas de sus buenas obras eran hechas en secreto.
En cierta ocasión se acercó a él un hombre enfermo de glaucoma. Cristo había curado la ceguera empleando saliva y arcilla y Simeón trató de curarlo untándole mostaza en los ojos: el enfermo sintió una gran quemadura y su enfermedad se agravó. Simeón logró curarle finalmente cuando le explicó que lo que debía era arrepentirse de sus pecados y enmendar su vida.
Simeón murió hacia el año 570 y fue enterrado en la fosa común destinada a mendigos y extranjeros. Mientras se transportaba su cuerpo, varias personas dijeron haber escuchado cánticos sobrenaturales.

## Festividad
Según el santoral católico san Simeón se celebra el 1 de julio; según el calendario litúrgico bizantino, el 21 de julio.